# Řepová
Řepová (německy Rippau) je vesnice, část města Mohelnice v okrese Šumperk. Nachází se asi 5,5 km na severozápad od Mohelnice. V roce 2009 zde bylo evidováno 72 adres. V roce 2001 zde trvale žilo 173 obyvatel.
Řepová je také název katastrálního území o rozloze 5,29 km2.
Pod fiktivním jménem Rašpava vesnice vystupuje v románu Zapadlí vlastenci 1932 spisovatele Josefa Kocourka.

## Památky
- Kaple Neposkvrněného početí P.Marie
- Socha Nejsv.Trojice
- Kamenný kříž
- Boží muka
- Busta Josefa Kocourka
- Rychta